# Línea 17 (Montevideo)
La línea 17 es una línea urbana de Montevideo, une el barrio de Casabó con Punta Carretas. La ida es Casabó y la vuelta es Punta Carretas.

## Historia
Fue creada como una línea de tranvías, la cual unía en sus inicios la Aduana con Piedras Blancas. Posteriormente fue adquirida por la Administración Municipal de Transporte, quien la operó mediante trolebuses y autobuses hasta su privatización. En los años setenta la línea comenzó a ser operada por la Cooperativa de Ómnibus del Sur, hasta que en los años noventa fue adquirida por la Rápido Internacional Cooperativo, cooperativa disuelta en 2016. Tras su disolución la Intendencia de Montevideo otorgó alguna de sus líneas a otras compañías de transporte de Montevideo. En la actualidad, la línea 17 es operada por Unión Cooperativa Obrera.

## Recorridos
| LÍNEA 17 |

| - Terminal Punta Carretas - Bulevar Artigas - Ramón Fernández - José Ellauri - José María Montero - Gonzalo De Orgaz - Juan Benito Blanco - 21 de Septiembre - Avenida Gonzalo Ramírez - Minas - Mercedes - Avenida Daniel Fernández Crespo - Avenida de las Leyes - Avenida Agraciada - Capurro - Juan María Gutiérrez - Conciliación - Martín Berinduague - Heredia - Av. Carlos María Ramírez - Río de Janeiro - Berna - Bulgaria - Rusia - Ucrania - Etiopía - Costanera Casabó - Terminal Bajo Valencia | - Casabó - Costanera Casabó - Etiopía - Ucrania - Rusia - Bulgaria - Suecia - Gibraltar - Berna - Río de Janeiro - Avenida Carlos María Ramírez - Avenida Santín C.Rossi - Dr. Pedro Castellino - Zona C (Terminal del Cerro) - Egipto - Japón - Avenida Carlos María Ramírez - Humboldt - Emilio Romero - Conciliación - Juan María Gutiérrez - Capurro - Avenida Agraciada - Avenida de las Leyes - Madrid - Magallanes - Miguelete - Arenal Grande - Avenida Uruguay - Magallanes - Avenida Gonzalo Ramírez - 21 de Septiembre - Rambla Mahatma Gandhi - Joaquín Núñez - José Ellauri - Ramón Fernández - Bulevar Artigas - Terminal Punta Carretas |

## Lugares de interés
Realiza un extenso trayecto circulando por varios barrios de Montevideo, iniciando por Casabó y su vecino Villa del Cerro cruza el Arroyo Pantanoso y cruzando el viaducto que atraviesa los Accesos a Montevideo hacia los barrios se La Teja y el Pueblo Victoria, para luego circular  por Capurro, Bella Vista, Arroyo Seco, La Aguada, Barrio Cordón, Palermo, Parque Rodó y Punta Carretas.
Dentro de los sitios de referencia por los qué circula  se encuentran la Plaza Lafone, el Palacio Legislativo, el edificio de la Facultad de Ciencias Económicas, el Parque Rodó en el barrio homónimo y el Punta Carretas Shopping en el barrio homónimo. 

## Primeras y últimas salidas
| Línea 17                            | Días hábiles | Sábados | Domingos y feriados |
| ----------------------------------- | ------------ | ------- | ------------------- |
| Primera salida desde Casabó         | 00:30        | 00:30   | 00:30               |
| Última salida desde Casabó          | 23:19        | 20:37   | 20:35               |
| Primera salida desde Punta Carretas | 00:30        | 00:30   | 00:30               |
| Última salida desde Punta Carretas  | 23:24        | 22:10   | 22:10               |